# ديفيد كاسل
ديفيد كاسل هو فيلسوف كندي، ولد في 1967.